# Irene Ravache
Irene Ravache (Rio de Janeiro, 1944) è un'attrice brasiliana.

## Biografia
Attrice attiva al cinema e in televisione, nel 2008 è stata candidata all'Emmy per il ruolo svolto nella telenovela Eterna Magia , inedita in Italia, dove invece è diventata nota per aver lavorato nelle produzioni televisive Cara a cara e Adamo contro Eva, trasmesse rispettivamente da Italia 1 e Telemontecarlo.
Nel 2019 le è stato assegnato il Trofeu Mario Lago.

## Vita privata
Ha due figli, nati dal matrimonio con Edison Paes de Melo.